# Liste der Monuments historiques in Fegersheim
Die Liste der Monuments historiques in Fegersheim führt die Monuments historiques in der französischen Gemeinde Fegersheim auf.

## Liste der Bauwerke
| Bezeichnung                       | Beschreibung                                                                       | Standort               | Kennzeichnung | Schutzstatus | Datum | Bild           |
| --------------------------------- | ---------------------------------------------------------------------------------- | ---------------------- | ------------- | ------------ | ----- | -------------- |
| Wohnhaus                          | Fachwerkhaus, bezeichnet 1788                                                      | 23, rue de Lyon (Lage) | PA67000039    | Inscrit      | 2000  | weitere Bilder |
| Kirche St-Maurice                 | bezeichnet 1768                                                                    | Rue de Lyon (Lage)     | PA00132525    | Inscrit      | 1994  | weitere Bilder |
| Ehemaliger Gasthof Au Soleil d’Or | zweigeschossiger Massivbau mit Mansardwalmdach, Anfang des 18. Jahrhunderts gebaut | 27, rue de Lyon (Lage) | PA67000040    | Inscrit      | 2000  | weitere Bilder |
| Haus des Postmeisters             | zweigeschossiges Fachwerkhaus mit Walmdach, Erdgeschoss massiv, bezeichnet 1754    | 46, rue de Lyon (Lage) | PA67000041    | Inscrit      | 2000  | weitere Bilder |

## Liste der Objekte
| Bezeichnung                                                         | Beschreibung | Standort                                  | Kennzeichnung | Schutzstatus     | Datum     | Bild           |
| ------------------------------------------------------------------- | --- | ----------------------------------------- | ------------- | ---------------- | --------- | -------------- |
| Orgel                                                               | Ensemble aus PM67000520 und PM67000084 | in der Kirche St-Maurice (Lage)           | PM67001012    | Classé           | 1990 1980 | weitere Bilder |
| Orgelprospekt                                                       | Orgelprospekt 1841 von Georg Wegmann gebaut, nach einem Entwurf von Louis Martin Zégowitz; Skulpturen 1888 ergänzt                                                                         | in der Kirche St-Maurice (Lage)           | PM67000520    | Inscrit Classé   | 1976 1990 | weitere Bilder |
| Instrumentalteil der Orgel                                          | 1841/42 von Georg Wegmann gebaut, 1857 von Stiehr-Mockers überarbeitet | in der Kirche St-Maurice (Lage)           | PM67000084    | Classé           | 1980      | weitere Bilder |
| Sechs Leuchter                                                      | neubarocke, vergoldete Metallleuchter, Mitte des 19. Jahrhunderts | in der Kirche St-Maurice (Lage)           | PM67001262    | Inscrit gelöscht | 1991 1992 |                |
| Kelch                                                               | Metall, vergoldet, und Email, bezeichnet 1905 | in der Kirche St-Maurice (Lage)           | PM67001263    | Inscrit          | 1992      |                |
| Annenaltar                                                          | Seitenaltar; Altartisch, Retabel und Gemälde; Holz, farbig gefasst und vergoldet, um 1780; Ölgemälde 1847 von Joseph Maximilian Seelenmayer                                                | in der Kirche St-Maurice (Lage)           | PM67000589    | Classé           | 1975      | weitere Bilder |
| Pietà                                                               | Holz, farbig gefasst, 19. Jahrhundert | in der Kirche St-Maurice (Lage)           | PM67001258    | Inscrit gelöscht | 1991 1992 |                |
| 34 Kirchenbänke                                                     | Eichenholz, um 1900 | in der Kirche St-Maurice (Lage)           | PM67001260    | Inscrit gelöscht | 1991 1992 | weitere Bilder |
| Marienaltar                                                         | Seitenaltar; Altartisch, Retabel und Gemälde; Holz, farbig gefasst und vergoldet, um 1780; Ölgemälde 1847 von Joseph Maximilian Seelenmayer; 1978 durch Brand beschädigt und rekonstruiert | in der Kirche St-Maurice (Lage)           | PM67000082    | Classé           | 1975      | weitere Bilder |
| Emporenbrüstung                                                     | zehn farbig gefasst Reliefs aus Lindenholz, 1888 | in der Kirche St-Maurice (Lage)           | PM67000521    | Classé           | 1990      | weitere Bilder |
| Monstranz                                                           | mit Etui; Metall, versilbert und vergoldet, 18. Jahrhundert | in der Kirche St-Maurice (Lage)           | PM67000590    | Classé           | 1992      |                |
| Skulptur Heiliger Joseph mit dem Jesuskind                          | Holz, farbig gefasst und vergoldet, 18. Jahrhundert | in der Kirche St-Maurice (Lage)           | PM67000681    | Classé           | 1992      |                |
| Skulpturengruppe Jesus und Johannes Evangelist                      | Holz, farbig gefasst, um 1600 (oder Kopie des 19. Jahrhunderts) | in der Kirche St-Maurice (Lage)           | PM67001257    | Inscrit          | 1992      |                |
| Kredenz                                                             | Nussbaumholz, 19. Jahrhundert | in der Kirche St-Maurice (Lage)           | PM67001261    | Inscrit          | 1992      |                |
| Retabel                                                             | Holz, farbig gefasst und vergoldet, Ende des 17. Jahrhunderts | in der Kirche St-Maurice (Lage)           | PM67000080    | Classé           | 1975      | weitere Bilder |
| Hauptaltar                                                          | Altartisch, Tabernakel und Retabel; Holz, stuckiert, farbig gefasst und vergoldet, um 1780                                                                                                 | in der Kirche St-Maurice (Lage)           | PM67000081    | Classé           | 1975      | weitere Bilder |
| Vier Beichtstühle                                                   | Holz, 19. Jahrhundert | in der Kirche St-Maurice (Lage)           | PM67000744    | Classé           | 1995      | weitere Bilder |
| Skulptur Heiliger Mauritius                                         | Holz, farbig gefasst und vergoldet, 19. Jahrhundert | in der Kirche St-Maurice (Lage)           | PM67001259    | Inscrit gelöscht | 1991 1992 |                |
| Zwei Gemälde: Heiliger Mauritius und Gottvater umgeben von Engeln   | Ölfarbe auf Leinwand, 18. Jahrhundert | in der Kirche St-Maurice (Lage)           | PM67000462    | Classé           | 1975      |                |
| Gemälde Heiliger Gallus, heiliger Franziskus und die Dreifaltigkeit | Ölfarbe auf Leinwand, vergoldeter Rahmen aus Tannenholz, Mitte des 18. Jahrhunderts, Johann Jodokus Thanisch oder Marie Monique Thanisch zugeschrieben                                     | in der Kapelle St-Amand in Ohnheim (Lage) | PM67001860    | Inscrit Classé   | 2012 2016 |                |
| Tabernakel                                                          | Holz, farbig gefasst und vergoldet, Ende des 17. Jahrhunderts | in der Kapelle St-Amand in Ohnheim (Lage) | PM67000083    | Classé           | 1975      |                |